# Аккайин (Зайсанський район)
Аккайи́н (каз. Аққойын) — село у складі Зайсанського району Східноказахстанської області Казахстану. Входить до складу Саритерецького сільського округу.
Населення — 5 осіб (2021; 43 у 2009, 86 у 1999, 126 у 1989).
Національний склад станом на 1989 рік:
- казахи — 100 %

У радянські часи село також називалось Аккоїн.